# 김영종 (1953년)
김영종(金永椶, 1953년 12월 3일~)은 대한민국의 건축사 출신 정치인이다. 민선 5·6·7기 서울특별시 종로구청장이다. 본관은 광산이며, 전라남도 곡성군 출신이다.

## 종로구정

### 한복 문화 조성
종로구는 '한류 중심지'를 지향하면서 한복을 비롯해 한옥과 한식, 한지, 한글 등을 홍보하고 있다. 2016년에는 종로한복축제를 진행하기 시작했고, 상인들과 뜻을 모아 한복을 입고 관내 음식점을 찾은 관광객에게 음식값의 10%를 할인해주는 등의 정책을 펼쳤다. 2018년에는 '퓨전한복 고궁 무료입장 혜택 폐지'를 주장해 한복 정체성 논란을 공론화시켰다.

## 주요 작품
- 서울아산병원[2]
- 신대방현대아파트[출처 필요]
- 목동 하이페리온[출처 필요]
- 이화동사무소[출처 필요]
- 현대백화점 미아점[3]
- 평화의 소녀상 아이디어 제공[출처 필요]
- 윤동주문학관 설계아이디어 제공

## 학력
- 1966년 곡성삼기국민학교 졸업
- 1969년 석곡중학교 졸업
- 1972년 조선대학교 병설공업전문학교 전문학사
- 1990년 서울산업대학교 건축공학 학사
- 1993년 홍익대학교 건축도시대학원 환경설계학(석사과정 수료)
- 2001년 한양대학교 지방자치대학원 지방자치학 석사
- 2010년 한양대학교 대학원 행정학 박사

## 경력
- 1973~1984: 서울특별시청 근무
- 1974~1977: 육군 제3여단 공병 만기전역
- 1983: 건축사 자격 취득
- 1984~:  대한건축사협회 회원대한건축학회 회원
- 1999: 경실련 도시개혁센터 평생회원
- 1999~2009: 종로구 도시계획위원회 심의위원
- 1999~2007: 종로구 생활체육탁구연합회 회장
- 2001~2003: 서울시 한옥심사위원회 심의위원(北村한옥마을)
- 2004~2007: 한국수자원공사 이사
- 2006: 제4회 전국동시지방선거 열린우리당 서울특별시 종로구청장 후보
- 2001~2010: 김영종건축사사무소 대표건축사
- 2007~: (사)단재신채호선생기념사업회 이사
- 2010~2015:  한양대학교 공공정책(행정자치)대학원 겸임교수
- 2010. 7.~2014. 6.: 제33대 서울특별시 종로구청장(민선 5기, 민주당→민주통합당→민주당→새정치민주연합, 초선)
- 2012~:  서울시 도시계획위원회 심의위원
- 2012: 『건축쟁이 구청장하기』출판
- 2012~2013: 성균관대학교 국정관리대학원 초빙교수
- 2012~2014: 세계문화유산도시협의회 회장
- 2012~: 백남준 기념사업 추진위원
- 2012~: 국립민속박물관 운영자문위원
- 2014. 7.~2018. 6.: 제34대 서울특별시 종로구청장(민선 6기, 새정치민주연합→더불어민주당, 재선)
- 2016~2018: 더불어민주당 서울특별시당 종로구 지역위원회 위원장 직무대행
- 2016~2020: 제1대 종로구체육회 회장
- 2018. 7.~2021. 11.: 제35대 서울특별시 종로구청장(민선 7기, 더불어민주당, 3선)
- 2019~2020: 서울시구청장협의회 회장
- 2019~2020: 전국 시장·군수·구청장협의회의 공동회장
- 2022: 2022년 3월 재보궐선거 서울 종로구 무소속 국회의원 후보

## 상훈
- 1997. 11. 24  동작구청장 표창

-′97건설혁신 전국대회 고객만족 최우수아파트(신대방현대아파트) 선정에 따른 지역발전기여 표창
- 2001.  5. 13  종로구민상 수상
- 2007. 12. 26  국민훈장 석류장(제17127호) 수훈
- 2012. 10.23  제9회 한국건축문화대상 “올해의 건축문화인상”
- 2012~2013   매니패스토 기초단체장 공약이행 평가 최우수(SA)등급
- 2012~2013   제10회, 제11회 행정대상 2회 연속 수상
- 2014. 1. 1  '우리말 사랑꾼' 선정

## 역대 선거 결과
|  | 23.90% |

|  | 48.36% |

|  | 55.51% |

|  | 64.37% |

|  | 28.41% |

## 소속 정당
| 소속 정당 | 소속 정당      | 소속 기간 | 비고           |
| --------- | -------------- | --------- | -------------- |
|           | 열린우리당     | 2005~2007 | 정계 입문      |
|           | 대통합민주신당 | 2007~2008 | 합당           |
|           | 통합민주당     | 2008      | 합당           |
|           | 민주당         | 2008~2011 | 당명 변경      |
|           | 민주통합당     | 2011~2013 | 합당           |
|           | 민주당         | 2013~2014 | 당명 변경      |
|           | 새정치민주연합 | 2014~2015 | 합당           |
|           | 더불어민주당   | 2015~2022 | 당명 변경      |
|           | 무소속         | 2022~현재 | 탈당 정계 은퇴 |